# Związek Subregionu Zachodniego
Związek Gmin i Powiatów Subregionu Zachodniego Województwa Śląskiego – stowarzyszenie 28 jednostek administracyjnych województwa śląskiego tj. 3 powiatów, 3 miast na prawach powiatu oraz 22 gmin. Obszar Związku Subregionu Zachodniego częściowo pokrywa się z jednostką statystyczną poziomu NUTS 3 (standardu Unii Europejskiej) zwaną podregionem rybnickim. Istnienie podregionów jest wykorzystywane m.in. dla dystrybucji Funduszy Strukturalnych Unii Europejskiej.
Związek formalnie funkcjonuje od maja 2002 roku.
Według danych przedstawionych w Strategii Rozwoju Województwa Śląskiego, obszar gmin należących do związku zamieszkuje 643,5 tysiąca osób.
Siedziba stowarzyszenia znajduje się w Rybniku przy ul. J. i F. Białych 7.
Naczelnymi zadaniem związku w momencie jego utworzenia, była realizacja następujących inwestycji:
- modernizacja Regionalnej Drogi Racibórz – Rybnik – Żory – Pszczyna (RDRP),
- budowa autostrady A1
- budowa Drogi Głównej Południowej (Pszczyna – Jastrzębie-Zdrój – Wodzisław Śląski – Racibórz),
- budowa zbiornika przeciwpowodziowego „Racibórz Dolny”.

| Rodzaj jednostki administracyjnej | Dane jednostki |
| --------------------------------- | --- |
| powiaty                           | powiat raciborski, powiat rybnicki, powiat wodzisławski |
| miasta na prawach powiatu         | Jastrzębie-Zdrój, Rybnik, Żory |
| miasta (gminy miejskie)           | Pszów, Racibórz, Radlin, Rydułtowy, Wodzisław Śląski |
| gminy miejsko-wiejskie            | gmina Czerwionka-Leszczyny, gmina Krzanowice, gmina Kuźnia Raciborska, |
| gminy wiejskie                    | gmina Gaszowice, gmina Godów, gmina Gorzyce, gmina Jejkowice, gmina Kornowac, gmina Krzyżanowice, gmina Lubomia, gmina Lyski, gmina Marklowice, gmina Mszana, gmina Świerklany, gmina Rudnik, gmina Nędza, gmina Pietrowice Wielkie |

Przewodniczący zarządu związku:
- Adam Fudali (2002–2007)
- Marian Janecki (2007–2008, roczna kadencja)
- Waldemar Socha (2008–2009, roczna kadencja)
- Tadeusz Skatuła (2009–2010, roczna kadencja)
- Damian Mrowiec (2010–2011, roczna kadencja)
- Adam Hajduk i Adam Fudali (2011–2014, pierwszy z wymienionych pełni funkcję przewodniczącego w ciągu dwóch początkowych lat od wyboru, a drugi z wymienionych zajmuje wówczas funkcję zastępcy przewodniczącego; w dwóch kolejnych latach następuje zamiana miejsc)
- Mieczysław Kieca i Damian Mrowiec (2014–2017, pierwszy z wymienionych pełni funkcję przewodniczącego w ciągu dwóch początkowych lat od wyboru, a drugi z wymienionych zajmuje wówczas funkcję zastępcy przewodniczącego; w dwóch kolejnych latach następuje zamiana miejsc)
- Piotr Kuczera (2017–2019)
- Mieczysław Kieca (od 2019)